# Mycale chungjae
Mycale chungjae är en svampdjursart som beskrevs av Lerner och L. Hajdu 2002. Mycale chungjae ingår i släktet Mycale och familjen Mycalidae.
Artens utbredningsområde är havet utanför Sydkorea. Inga underarter finns listade i Catalogue of Life.